# Fatwa
Fatwa (tur. fetva, arab. فتوى) – opinia wysokiego uczonego-teologa muzułmańskiego (muftiego w sunnizmie lub mudżtahida w szyizmie), wyjaśniająca kontrowersję teologiczną, teologiczno-prawną lub czysto prawną, jest wydawana wyłącznie na piśmie.
W sunnizmie, od momentu zatrzaśnięcia bram idżtihadu, czyli ustalenia się zrębu prawa (szariat) i uformowania szkół prawnych, fatwa ma jedynie charakter zalecenia. Jest zwykle odpowiedzią na konkretne zapytanie kadiego i nie ma charakteru przepisu prawnego. Tymczasem w szyizmie, który wciąż dopuszcza idżtihad – tworzenie prawa – obowiązuje wszystkich zwolenników danego uczonego, ale tylko do momentu jego śmierci.
Fatwa czasem zawiera jakieś konkretne wskazania w indywidualnej sprawie, np. fatwa wydana przez ajatollaha Chomeiniego, skazująca na śmierć S. Rushdiego, autora Szatańskich wersetów. Zakres terminu fatwa jest jednak znacznie szerszy, przez co za błędne należy uznać utożsamianie go wyłącznie z klątwą czy wypowiedzeniem świętej wojny. Przykładem fatwy o charakterze polityczno-ekonomicznym jest fatwa wprowadzająca zakaz palenia tytoniu w Iranie, wydana na przełomie XIX i XX wieku. Miała wesprzeć interesy kupiectwa i uzależnionego od niego duchowieństwa, zagrożone przez angielski monopol. Palenie tytoniu miało być występkiem przeciwko ukrytemu imamowi (mahdi).